# بيير بويليفري
بيير مارسيل بويليفر (من مواليد 3 يونيو 1979 في كالغاري)، سياسي كندي عمل كرئيس لحزب المحافظين الكندي.
في الانتخابات الفيدرالية الكندية لعام 2025، زاد المحافظون بقيادة بويلفير إجمالي مقاعدهم من 120 إلى 144مقعدا. ومع ذلك، أسفرت الانتخابات إجمالا عن حكومة أقلية ليبرالية، وخسر بواليفير مقعده أمام مرشح ليبرالي.

## حياته
وُلِد في 3 يونيو 1979 في كالغاري، ألبرتا. درس في جامعة كالغاري ثم انتقل إلى أوتاوا حيث دخل الحياة السياسية بشكل نشط وحقق تقدمًا سريعًا على الساحة الوطنية.
في عام 2000، انضم بويليفري إلى حزب الإصلاح الكندي، ومن ثم انتقل إلى حزب المحافظين الكندي في عام 2003. عُيِّن عضوًا في مجلس العموم الكندي في عام 2004 واستمر في العمل في هذا المنصب لعدة سنوات. فيما بعد، أصبح زعيم المعارضة الرسمي في كندا.
تُعرَف سياسته بتعزيز الحريات الفردية وخفض الضرائب ومعالجة التضخم والأزمات الاقتصادية. يُعتَبَر بويليفري من أنصار العملات الرقمية وقام بشراء منتجات باستخدام البيتكوين أثناء حملته الانتخابية.
بالإضافة إلى ذلك، يظهر بيير بويليفري دعمًا إلى الجالية العربية في كندا وأصحاب الأعمال العرب في كندا. يتطلع بويليفري إلى تحقيق تحرر اقتصادي وتعزيز فرص الأعمال في البلاد.
زوجته هي أنايدا بويليفري ولديهما طفلين. بويليفري يُعَد واحدًا من الشخصيات البارزة في الساحة السياسية الكندية، ويُشجع على مشاركة الناس في الحوار حول أفكاره وخططه للمستقبل.